# جيمس بي. فرنسيس
جيمس بي. فرنسيس (بالإنجليزية: James Bicheno Francis) هو مخترِع ومهندس أمريكي، ولد في 18 مايو 1815 في أكسفوردشير في المملكة المتحدة، وتوفي في 18 سبتمبر 1892 في لوويل في الولايات المتحدة.

## وصلات خارجية
- جيمس بي. فرنسيس على موقع الموسوعة البريطانية (الإنجليزية)